# Полосатый хирург
Полосатый хирург (лат. Acanthurus lineatus) — морская рыба семейства хирурговых.

## Описание
Как у всех рыб-хирургов тело у полосатого хирурга также уплощённое с боков. Боковые стороны тела ярко окрашены в синие и жёлтые полосы, брюхо чисто голубого цвета, спинной плавник жёлтый. Анальный и брюшные плавники оранжевые. Длина тела до 38 см. Хвостовой плавник лировидный.

## Распространение
Полосатый хирург распространён в Индо-Тихоокеанской области от Южной Африки до Гавайев. Он населяет внешние рифы с коралловой растительностью, избегая скалистые рифы. Мальки живут на мелководье, взрослые животные избегают область приливов и отливов.

## Образ жизни
Самцы территориальны. Площадь их участка составляет от 4 до 12 м², которую они населяют с несколькими самками. Рыба постоянно контролирует границы округа и прогоняет сородичей и конкурентов, таких как другие рыбы-хирурги, сиганы (Siganus) и щетинозубые.
Питается водорослями.